# Keeping Faith (série télévisée)
Pour l’article homonyme, voir Sous la surface.
Keeping Faith, ou Sous la surface au Québec (Un Bore Mercher en gallois) est une série télévisée galloise en vingt épisodes d'environ 58 minutes et diffusée entre le 5 novembre 2017 et le 6 décembre 2020 sur la S4C dans sa version originale en gallois, et à partir du 13 février 2018 sur la BBC Wales dans sa version orignale en anglais.
La série met en scène Eve Myles dans le rôle de Faith Howells, une avocate d'un cabinet familial dont le mari, Evan, disparaît un mercredi matin alors qu'elle est en congé maternité à la suite de la naissance de leur troisième enfant.
La série a été doublée dans deux autres langues, en français pour Prime Video, et en breton sous le titre Merc'her beure) pour Brezhoweb. Au Québec, elle est diffusée depuis le 1er novembre 2022 sur Télé-Québec.

## Synopsis
Faith Howells, avocate en congé maternité, se lance dans une enquête à la suite de la disparition soudaine de son mari Evan. Au cours de son enquête pour le retrouver, elle découvrira que son mari menait une double vie.

## Distribution

### Acteurs principaux
- Eve Myles (VFB : Géraldine Frippiat) : Faith Howells ; avocate, mère de trois enfants et épouse d'Evan Howells
- Bradley Freegard (VFB : Michelangelo Marchese) : Evan Howells; le mari de Faith, avocat
- Demi Letherby : Alys Howells ; fille aînée de Faith et Evan
- Lacey Jones : Megan Howells ; fille cadette de Faith et Evan
- Oscar et Harry Unsworth : Rhodri Howells ; fils de Faith et Evan
- Aneirin Hughes (VFB : Robert Guilmard) : Tom Howells ; père d'Evan et avocat
- Hannah Daniel (VFB : Myriem Akheddiou) : Cerys Jones ; avocate du cabinet d'avocat de Faith et Evan
- Betsan Llwyd (gallois) / Suzanne Packer (anglais) (VFB : Carole Trévoux) : Delyth Lloyd ; administratrice du cabinet d'avocat de Faith et Evan
- Steffan Rhodri (VFB : Alain Potiaux) : Judge Gwyn Daniels (S1E08 et saison 2)
- Matthew Gravelle (VFB : David Manet) : Terry Price ; policier local
- Mali Harries : Bethan Price ; la femme de Terry et la sœur d'Evan
- Rhian Morgan : Marion Howells ; la mère d'Evan
- Mark Lewis Jones (VFB : Philippe Résimont) : Steve Baldini ; client du cabinet
- Martha Bright : Angie Baldini ; fille de Steve
- Alex Harries : Arthur Davies ; client du cabinet
- Catherine Ayers (VFB : Marcha Van Boven) : Lisa Connors, la meilleure amie de Faith
- Angeline Ball (VFB : Nathalie Stas) : Gael Reardon (saison 1)
- Anastasia Hille (VFB : Fabienne Loriaux) : Gael Reardon (saison 2)
- Richard Elfyn : Huw Parry ; inspecteur de la police de Swansea
- Eiry Thomas (VFB : Monia Douieb) : DI puis PC Susan Williams
- Rhashan Stone (VFB : Claudio Dos Santos) : DI Laurence Breeze (saison 2 et 3)
- Richard Lynch (VFB : Olivier Cuvellier) : Hayden Swancott QC (saison 2)
- Aimee-Ffion Edwards (VFB : Alexia Depicker) : Madlen Vaughan
- Morgan Hopkins (VFB : Martin Spinhayer) : Gareth Taxi

Doublage
- Studio : Hiventy (en Belgique)
- Direction artistique : Bruno Buidin (& Frédéric Meaux)
- Adaptation des dialogues : Romain Hammelburgh, Guérine Régnaut, Karine Adjadji, Antonia Hall
- Ingénieur : Loïc Mulennaerts, Elsa Ruhlmann, William Volvert

## Caractéristiques

### Fiche technique
- Titre original (en gallois) : Un Bore Mercher (signifiant Un mercredi matin en français)
- Titre original (en anglais) : Keeping Faith
- Titre en breton : Merc'her beure
- Titre québécois : Sous la surface
- Création : Matthew Hall
- Réalisation : Pip Broughton
- Scénario : Matthew Hall, Pip Broughton , Anwen Huws, Sian Naiomi
- Direction artistique : Tim Overson
- Costumes : Sarah-Jane Perez
- Musique : Laurence Love Greed
- Casting : Andy Morgan
- Production : Pip Broughton, Nora Ostler 
  - Production exécutive : Adrian Bate, James Cabourne, Gwawr Martha Lloyd, Maggie Russell, Shane Murphy, D. Gethin Scourfield
- Sociétés de production : Vox Pictures
- Pays d'origine :  Pays de Galles et  Royaume-Uni
- Langue originale : anglais et gallois
- Format : couleur
- Genre : Drame, policier
- Durée : 60 minutes
- Classification :  Pays de Galles déconseillé aux moins de 16 ans,  France et  Belgique déconseillé aux moins de 10 ans

### Production
La série a comme particularité d'avoir été tournée en gallois et en anglais, comme dans beaucoup de séries galloises (Hinterland, Hidden). Chaque scène est filmée une première fois en gallois, et ensuite tournée une deuxième fois par les mêmes acteurs en anglais. Les tournages durent plus longtemps que pour une série classique, mais les deux versions sont donc de fait deux versions originales.

### Lieux de tournage
Le tournage a débuté à l'été 2017 dans le Carmarthenshire, avec des vues extérieures de la maison de Faith située en hauteur, surplombant l'estuaire et le château de Laugharne. Les scènes d'intérieur ont été filmées en studio à l'usine Sony UK Technology Centre à Pencoed (Bridgend). Le comté de Vale of Glamorgan et les villes de Pontardawe et Swansea ont également accueilli des tournages de scènes de la série,.

### Diffusion
La première diffusion de la série a eu lieu le 5 novembre 2017 sur la chaîne galloise S4C. 
La version anglaise, rebaptisée Keeping Faith, a été diffusée le 13 février 2018 sur la BBC Wales, la branche galloise de la BBC. Avec 300 000 téléspectateurs par épisode, il s'agit de la série la plus populaire sur la BBC Wales depuis plus de 25 ans. Devant le succès rencontré par la série, et notamment en replay avec plus de 8 millions de téléchargements, la BBC a décidé de la diffuser dans tout le Royaume-Uni sur la BBC One à partir du 10 juillet 2018, et a commandé une deuxième saison.
En Belgique, la série a été rebaptisée en français Sous la Surface, et a été mise en ligne sur la plateforme de vidéo à la demande Auvio en mai 2020, dans sa version anglaise sous-titrée en français,.
En France, la série a été diffusée en langue bretonne sur Brezhoweb à partir du 6 novembre 2020 avec des sous-titres optionnels en français,. La série est également disponible en français sur Amazon Prime,,, et sera adaptée en français par TF1 en 2021 sous le nom Gloria,.

## Épisodes

### Première saison (2017)

#### Épisode 1
Faith se réveille un mercredi matin après une nuit passée à faire la fête avec ses amies. Son mari Evan va disparaître après être parti travailler. Faith commence l'enquête à la recherche de son mari.

#### Épisode 2
Evan a disparu depuis plus de 24h, la police locale lance une enquête pendant que Faith continue ses recherches tout en assurant le travail au cabinet d'avocat en l'absence d'Evan. Faith découvre que son mari ne se rendait plus depuis deux mois à la boxe qu'il était censé fréquenter tous les mercredis soirs.

#### Épisode 3
Le capitaine Williams soupçonne très fortement Faith d'être responsable de la disparition d'Evan, sauf qu'elle n'a pas de preuve. Faith reçoit un courrier avec un test de paternité. Ne sachant pas quoi penser, elle se rend chez le psy d'Evan pour obtenir des réponses.

#### Épisode 4
Steve apprend à Faith qu’il a vu Evan monter de force dans la voiture d’Erin Glynn, fille d’un maffieux local qu’il a fait acquitter dans un procès pour meurtre un an auparavant. Puis, grâce à l’entremise de Steve, elle rencontre enfin Dewi Glynn, qui lui apprend qu’Evan leur doit 80 000 livres, et qu’en tant que son associée, c’est maintenant à elle de les payer, dans un délai d’une semaine.

#### Épisode 5
Tandis que la police enquête sur l’effraction qui a eu lieu au domicile de Faith, celle-ci se rend chez Cerys pour en savoir plus sur les relations qu’Evan entretenait avec les Glynn. La relation entre Faith et Steve devient plus intime, ce qui n’échappe pas au capitaine Williams qui demande à l’agent Jones de prendre Faith en filature.

#### Épisode 6
La voiture d’Evan a été retrouvée dans un endroit connu pour son taux de suicides. Mais il n’y a pas de lettre.

#### Épisode 7
Faith se rend compte qu’Arthur est mandaté pour l’espionner mais n’arrive pas à lui faire avouer qui l’emploie. Williams n’a pas assez de preuves pour l’inculper et Faith essaie de trouver les personnes qui voudront bien témoigner en sa faveur pour qu’elle récupère ses enfants.

#### Épisode 8
Faith est au tribunal et se bat pour récupérer ses enfants tandis que Steve tente un dernier marché avec son ancien employé pour assurer sa liberté. Faith est sur le point d’apprendre la vérité sur la disparition d’Evan…